# Ksado
Luis Casado Fernández (Ávila, 1888-Santiago de Compostela, 6 de febrero de 1972) fue un fotógrafo español cuyas fotografías de la Galicia de principios del siglo XX son algunas de las imágenes más reproducidas de esta región, sus gentes y sus pueblos. Trabajó bajo el nombre artístico de Ksado.

## Biografía
Nació en Ávila en 1888, aunque su familia pronto se trasladó a vivir a Orense. Aprendió su oficio en el estudio del conocido fotógrafo José Pacheco donde trabajó durante diez años. Fue responsable de fotografía del diario Galicia en 1915, a la vez que abrió su estudio en el número 23 de la Rúa del Villar de Santiago de Compostela. Las fotografías que Ksado tomó de sus calles mojadas forman parte de la iconografía de esta ciudad. A lo largo de estos primeros años de estancia en Santiago, Ksado coincidió con varios fotógrafos de mérito, como Chicharro Bisi, Almeida y Guerra. Investigó y mejoró su técnica fotográfica, creando en 1917 un nuevo procedimiento fotográfico, y en 1919 realizó un viaje a París para adquirir nuevo material. 
En 1922 expandió el negocio abriendo un nuevo estudio en la Rúa del Príncipe de Vigo, quedando a cargo del de Santiago su hermana Carmiña. Durante los siguientes años, Ksado incrementó más aún su actividad, colaborando con varios periódicos y revistas, y desarrollando y publicando diversas publicaciones de fotografías, como “Estampas Compostelanas” (1927). Debido a la Guerra Civil y el quebranto económico que supuso, interrumpió dicha actividad editorial y en 1937 acabó por cerrar el estudio vigués para centrarse a partir de este momento en el compostelano, donde ejerció fundamentalmente de retratista. Expuso su obra en toda Galicia y en Madrid.
En esta última época colaboraron en su estudio tanto familiares como profesionales en formación, entre los cuales cabe destacar a Roberto Caamaño. Antes de fallecer traspasó su estudio al fotógrafo Sandine, aunque mantuvo una publicación anual de crismas, que continuó Carmiña hasta 1975.

## Colaboraciones
Ksado colaboró con muchas publicaciones como ABC, La Esfera, Nuevo Mundo, La Vanguardia, Faro de Vigo, El Pueblo Gallego, Céltiga, Galicia y Vida Gallega. También publicó en medios americanos como La Nación, La Prensa y Diario de la Marina. Además, sus fotos se incluyeron dentro del fondo fotográfico del Patronato nacional de turismo.
Estuvo vinculado a la vanguardia artística e intelectual gallegas con sus colaboraciones en la revista Nós, participando activamente en el Seminario de Estudios Gallegos.
Durante el período previo a la Guerra Civil, Luis Casado mantuvo una activa participación en el movimiento galleguista que se desarrolló antes de la contienda. Su obra se integra en la búsqueda generacional de una identidad de país para Galicia, recurriendo a la mitología celta, y es en este contexto en el que debe valorarse Estampas de Galicia. Paralelamente, en el plano internacional, se dio un creciente interés por el primitivismo, lo que también influyó en este acercamiento a la cultura celta.
El reconocimiento social de Ksado fue mayor que el dado a cualquier otro fotógrafo de la época y, en un tiempo en el que las exposiciones de fotografía apenas comenzaban a tener lugar, sus imágenes fueron expuestas en Ponferrada, Betanzos, Vigo, Buenos Aires y Madrid, concretamente en el Palacio de Cristal del Retiro y en el Centro Gallego. Muestra de este reconocimiento fue su nombramiento por la Agrupación Fotográfica Gallega como presidente de la sección de Santiago, así como el homenaje que se le rindió en el año 1961.
En su honor se creó el Premio de creación fotográfica Luís Ksado, que recibieron fotógrafos como Vari Caramés, Miguel Harguindey Vidal o Xosé Abad Vidal.

## Obra
La técnica de impresión más recurrente en la obra de Ksado es el huecograbado, que empleó con "Gráficas Villarroca", "Huecograbado Mumbrú" y "Heraclio Fournier". Pueden destacarse las siguientes publicaciones:
- Estampas Compostelanas (1927). Volumen dedicado a la arquitectura y a los monumentos de la ciudad de Santiago de Compostela. Editado por primera vez en 1927 en las Gráficas Villarroca (Madrid), fue reeditado en 1948 al albur del Año Santo Jacobeo en el Huecograbado Fournier (Vitoria).
- Un folleto de 16 páginas titulado Santiago de Compostela (1928), patrocinado por la Junta Local de Turismo.
- Estampas de Galicia (1936). Está considerada su obra de referencia, y la que le hace ocupar un lugar destacado en la historia de la fotografía gallega. El álbum fue editado con una tirada de 10 000 ejemplares, y en él se iban pegando cromos (de tamaño que oscilaban entre 6x9 y 12x17 cm) con imágenes de Galicia, hasta un total de 405. En ellas se recogían diferentes aspectos de Galicia, desde los monumentos hasta imágenes del trabajo de campesinos y marineros. Tal y como noticiaba la publicidad del álbum, lo que se pretendía era "exaltar los valores panorámicos, monumentales, históricos, artísticos, típicos y legendarios de nuestra tierra".
- Guía de Galicia (1961), de la Editorial Espasa, en la que se ocupó del aspecto gráfico.

Esculturas de Asorey como "A picariña" o "A naiciña", que eran para el fotógrafo el prototipo de la mujer celta, influyeron en el modo de retratar de Ksado. Al mismo tiempo, el hieratismo de su obra también es debido a su formación en las técnicas y concepciones propias de la fotografía clásica, con lo que todas sus imágenes tienen en común el equilibrio de la composición y una estética depurada de artificios. Esta actitud le alejó de la corrientes vanguardistas que en aquella época se desarrollaban por Europa.